# Medaille voor de Kroning van George VI
De Medaille voor de Kroning van George VI (ook wel Herinneringsmedaille ter gelegenheid van de kroning van Hunne Majesteiten Koning George VI en Koningin Elizabeth van Groot-Brittannië, Engels: King George VI Coronation Medal) werd op 12 mei 1937 ingesteld ter gelegenheid van de kroning van de Britse koning George VI en Koningin Elizabeth.
Kroningsmedailles worden uitgereikt aan gasten en betrokkenen maar ook aan duizenden officieren, hovelingen en ambtenaren. In 1937 werden 90.237 medailles uitgereikt waarvan 6.887 aan Australiërs en 10.089 aan Canadezen. Ook in de vele Britse dominions, koloniën en territoria werden medailles uitgereikt. De keus van gedecoreerden liet men in Londen aan de plaatselijke autoriteiten.
De medaille is rond en iets meer dan drie centimeter breed. Op de voorzijde zijn de koning en koningin met hun kronen en mantels afgebeeld. De medaille is vrij vlak en heeft geen tekst op de voorzijde.
Op de keerzijde staat het gekroonde koninklijk monogram "GRI" met de tekst "CROWNED 12 May 1937"
en "GEORGE VI QVEEN ELIZABETH". Het lint is blauw met drie wit-rood-witte strepen.
De Medaille voor de Kroning van George VI werd ook aan prins Bernhard uitgereikt, zie de Lijst van onderscheidingen van prins Bernhard der Nederlanden.